# Mad Clip
Mad Clip, pseudonimo di Panagiōtīs Piter Anastasopoulos (in greco Παναγιώτης Πίτερ Αναστασόπουλος?; New York, 25 maggio 1987 – Atene, 2 settembre 2021), è stato un rapper statunitense naturalizzato greco.

## Biografia
Originario di New York, Mad Clip è considerato uno degli esponenti principali della trap in territorio greco. Ha ottenuto un totale di otto dischi di platino in Grecia, equivalenti a 160 000 unità di vendita, ed ha conquistato un totale di cinque numero uno nella classifica locale redatta dalla IFPI Greece.
Il 2 settembre 2021, intorno alle 2:30 del mattino, è morto a causa di un incidente stradale all'età di 34 anni.

## Discografia

### Album in studio
- 2017 – O amerikanos
- 2019 – Super Trapper
- 2020 – Super Trapper II
- 2021 – Still Active (con Strat e BeTaf Beats)
- 2022 – Money and Drugs Can't Live in Poverty

### Singoli
- 2017 – Dealer (feat. Light)
- 2018 – Vrōmika lefta
- 2018 – Metoxes
- 2018 – Kinitro
- 2018 – Megistanas (feat. Ypo)
- 2019 – Oplo (con DJ Stephan)
- 2019 – Komma komma (con Lil Koni)
- 2019 – Mama? (con Sin Boy e Ypo feat. Illeoo)
- 2019 – Chanelll (con DJ Silence)
- 2019 – Ekali
- 2019 – Montecristo (con Ypo e DJ Stephan)
- 2019 – Kompines
- 2019 – Hustla
- 2019 – Guccci
- 2020 – SMG (con Billy Sio)
- 2020 – Presidente
- 2020 – Cruel Summer
- 2020 – Kotera (con DJ Stephan e Illeoo)
- 2020 – Fīmī (con Josephine)
- 2020 – Woh (MegaMix) (con FY, Light, Mente Fuerte, Hawk e Billy Sio)
- 2020 – Filakes (con Strat)
- 2020 – Bosses (con Snik e Light)
- 2020 – Bonnie & Clyde (con DJ Stephan)
- 2020 – Chiliometra (con Hawka, Light e Sapranov)
- 2020 – Elpida
- 2021 – Overseas (con Jay Critch)
- 2021 – ATH mafia (con Billy Sio)
- 2021 – LDN (con Fly Lo)
- 2021 – Tsunami (con Strat e BeTaf Beats)
- 2021 – Prince (con FY e Thug Slime)
- 2021 – Cascadeur (con Fly Lo e Strat)
- 2021 – Baby
- 2021 – Mia zōī (con Strat e Fly Lo)
- 2021 – Mporei (con Eleni Foureira)
- 2021 – Trifila (remix) (con Thug Slime e Light)
- 2021 – Don Dada (con Skive)
- 2021 – Lil Star (con Yanni Bravo e Light)
- 2022 – Oh no (con Aspa)
- 2023 – Euro Gangsta
- 2023 – Svīse ta fōta (con Fy)
- 2024 – Fernō trap (con Billy Sio)

### Collaborazioni
- 2020 – Drip (Snik feat. Mad Clip)
- 2020 – Okey (DJ Stephan feat. Mad Clip & Tyga)